# Amager Boldklub Tårnby
Amager Boldklub Tårnby el. AB Tårnby er en dansk fodboldklub der spiller i Danmarksserien. Den er hjemhørende i Tårnby Kommune på Amager, og blev dannet den 1. januar 2009 som en fusion af Tårnby Boldklub og Amager Boldklub af 1970 (AB 70).
AB Tårnby er T-licens klub på Amager, klubben tilbyder derfor talentudviklingen for alle klubber på øen.
Klubben holder til på Vestamager Idrætsanlæg og Tårnby Stadion. Efter sæsonen 2012-13 rykkede klubben op i Københavnsserien med bl.a Nicklas Svendsen (tidligere F.C. København-spiller) i truppen.

## Elite
AB Tårnby arbejder målrettet for at fastholde og udvikle elitemiljøet på Amager. Som DBU talentcenter på Amager indbydes alle klubber til at samarbejde om talentudviklingen efter DBU's retningslinjer for U13, U14 og U15.
Klubben arbejder med elitebegrebet fra U12 til og med 1. senior, hvorfor det er prioriteret at have højt kvalificeret trænere tilknyttet disse årgange. AB Tårnby har således 5 A-licenstrænere og 1 P-licenstræner tilknyttet disse trupper. Talentudviklingsarbejdet indebære også fokus på udvikling af trænere og organisationen omkring spillere.

## Pige & Damer
Dame senior med cheftræner Jesper Nielsen (B-Licens) i spidsen, er fra forårssæsonen rykket op i Elite Øst, og U17 og U15 piger er ligeledes fra årsskiftet rykket op i elite Øst.

## Breddeafdeling
AB Tårnby har medlemmer fra U4 til over 80. Klubben afvikler bl.a. børne stævner i samarbejde med lokale sponsorer.